# Гърмяща змия
Гърмящата змия е общоприето наименование за група отровни змии от родовете Crotalus и Sistrurus.

## Разпространение и местообитание
Известни са 36 вида гърмящи змии с около 65 – 70 подвида. Всички видове са разпространени в Америка, от Южна Алберта, Саскачеван и Южна Британска Колумбия в Канада до централните части на Аржентина.
Гърмящите змии са хищници и имат широк спектър от местообитания. Могат да се видят в прерии, блата, пустини и гори, но най-вече в близост до открити и скалисти райони. Скалите им предлагат открити места за припек, помагат им да се крият от другите хищници и им предоставят изобилие от плячка, която живее сред тях. Предпочитат температури между 26 и 32 °C, но могат да оцелеят и при температури под нулата.

## Описание
Гърмящите змии получават името си от дрънкалката, разположена в края на опашките им, която при вибрация издава силен тракащ звук, който възпира хищниците или служи като предупреждение за минувачите. Те обаче могат да станат жертва на ястреби, невестулки, кралски змии и редица други видове. Голям брой гърмящи змии биват убивани от страна на човека. Популациите на гърмящи змии в много райони са силно застрашени поради унищожаване на местообитанията им или бракониерство.

### Отрова
В Северна Америка най-много ухапвания от змии са именно от тях. Гърмящите змии обаче хапят рядко, освен ако не бъдат провокирани или заплашени. Ако пострадалият човек се лекува своевременно, ухапването рядко е фатално.

## Хранене
Хранят се с малки животни като птици и гризачи.